# Jeanne Boitel
Jeanne Marie Andrée Boitel (geboren am 4. Januar 1904 in Paris; gestorben am 7. August 1987 ebenda) war eine französische Schauspielerin.
In den 1930ern galt sie als Star; sie weigerte sich, während der Besatzungszeit zu drehen, und wurde  in der Résistance aktiv.

## Leben und Wirken

### Künstlerische Laufbahn
Jeanne Boitel war eine leidenschaftliche Schauspielerin – sie stand schon mit 19 Jahren auf der Bühne – und besuchte den Schauspiellehrgang des  Pariser Konservatorium, den sie 1924 abschloss. Nach einem guten Start als Theaterschauspielerin, ihre Schönheit und ihr  Gesangstalent brachten ihr die Avancen von Filmregisseuren ein, drehte sie ab 1931 Filme unter der Regie von Viktor Tourjansky, Georges Lacombe und schließlich Jean Renoir. Ihre natürliche Vornehmheit bestimmte sie für die Rollen einer raffinierten Grande Dame – und machte sie auch dazu. In den Dreißiger Jahren drehte sie etwa dreißig Filme. Während der Besatzungszeit lehnte sie jegliche Kompromisse mit den deutschen Besatzern ab, die von 1940 bis 1944 die gesamte Filmproduktion kontrollierten, und kehrte zu ihrer ursprünglichen Leidenschaft für das Theater zurück, gleichzeitig arbeitete sie für die Résistance.

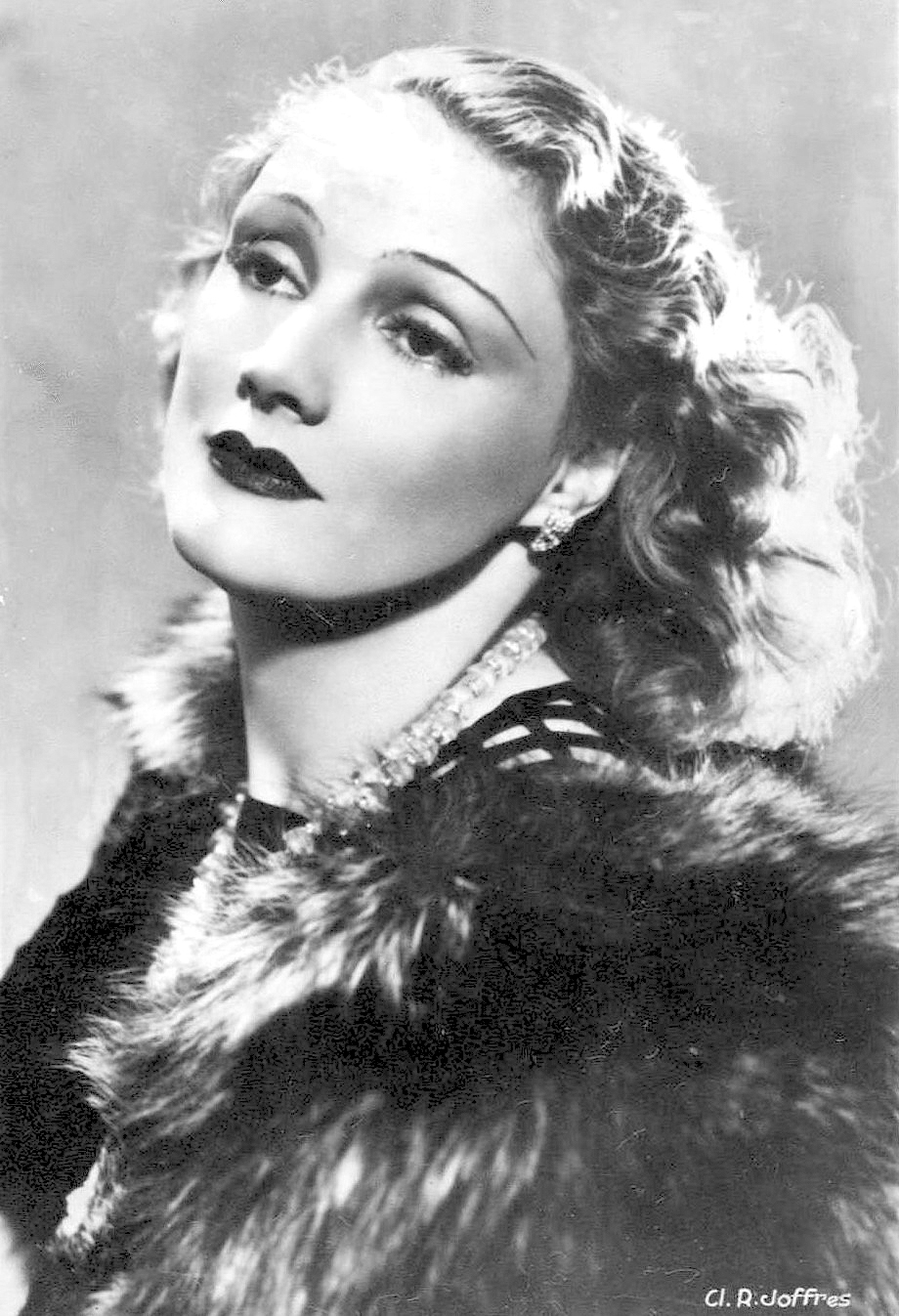
Jeanne Boitel in den 1930ern

Durch ihr Engagement in der Résistance lernte sie Jacques Jaujard, den Konservator des Louvre-Museums, kennen. Unter dem Decknamen „Mozart“ wurde sie zu ihm geschickt, um die von ihm versteckten Kunstwerke zu inventarisieren und über deren Schicksal zu diskutieren. Sie verliebten sich in einander und heirateten nach dem Krieg.
Nach dem Krieg hielt sie sich für zu alt, um ihre Filmkarriere dort fortzusetzen, wo sie aufgehört hatte, und trat in die Comédie-Française ein, wo sie von 1947 bis 1966 spielte.
Sie kehrte 1954 in bescheidenem Umfang ins Kino zurück, nachdem Sacha Guitry, der mit ihr vor dem Krieg in Remontons les Champs-Élysées gespielt hatte und eine blendende Erinnerung an sie hatte, sie umworben und schließlich überzeugt hatte, im Film Si Versailles m’était conté… und einigen anderen Filmen mitzuwirken. Ihren letzten Auftritt auf der Leinwand hatte sie dann als Madame Maigret in Maigret tend un piège an der Seite von Jean Gabin. Diese Rolle brachte ihr dauerhaften Ruhm ein, da sie lange Zeit die einzige Madame Maigret im Kino blieb.
Nachdem sie noch für das Fernsehen gedreht hatte, zog sie sich mit 70 Jahren endgültig aus dem Filmgeschäft zurück.

## Privates
Der Ehe mit Jacques Jaujard entstammte ein Sohn, der Übersetzer und Autor François-Xavier Jaujard (1946–1996). Am 7. August 1987 starb sie im Alter von 83 Jahren.
Sie war Präsidentin der Union catholique du théâtre et de la musique.

### Ihre Tätigkeit in der Résistance
Während der Besatzungszeit wurde Jeanne Boitel zusammen mit acht anderen Schauspielerinnen von Henri Rollan (Deckname Bach), einem Professor am Konservatorium und renommierten Schauspieler an der Comédie-Française und am Odéon, angeworben, um ein geheimes Netzwerk aufzubauen, das während der gesamten Besatzungszeit die Unterbringung und die Anleitung der Abgesandten aus London in Paris sicherstellte, darunter die bedeutendsten Persönlichkeiten der Résistance von Jean Moulin und Alexandre Parodi bis hin zu Pierre Brossolette und Gaston Defferre. Sie bereiteten die Treffen vor und sorgten für die Erkundung, bevor diese Persönlichkeiten zu Treffen oder in ihre Unterkunft kamen. Die neun „Musen“ waren sich der Verantwortung bewusst und ihre Verhaftung wäre katastrophal gewesen, doch „Bach“ und „Mozart“ blieben so diskret, dass sie sogar nach dem Krieg ein wenig in Vergessenheit gerieten.
Boitel, eine kaltblütige Frau, die jeden Tag eine mit Telegramm und Dokumenten vollgestopfte Aktentasche mit sich führte, sagte: „C’était une volupté […] de me trouver dans le métro, avec cette serviette, serrée contre les Allemands.“ (Übersetzung: Es war eine Wollust, mit dieser Aktentasche mit der Metro zu fahren, eng an die Deutschen gepresst.)

## Ehrungen
Für ihren Mut wurde Boitel mit dem  Croix de Guerre, der Rosette de la Résistance und der Aufnahme in die Ehrenlegion geehrt.

## Filmographie
- 1931: L’Aiglon unter der Regie von Victor Tourjansky: die Comtesse Camerata
- 1931: Une nuit à l’hôtel von Léo Mittler
- 1931: Le Petit Écart von Reinhold Schünzel und Henri Chomette : Jacqueline Heller
- 1931: Un soir, au front d'Alexandre Ryvonr : von Marie-Hélène Heller
- 1931: Un coup de téléphone von Georges Lacombe : Germaine
- 1931: Être vevontte (Kurzfilm)  von Émile G. de Meyst
- 1931: Une fameuse idée  von René Barberis : Madame Dalesnes
- 1932: L’Amoureuse Aventure von Wilhelm Thiele : Ève
- 1932: L’Affaire de la rue Mouffetard  von Pierre Weill
- 1932: Chotard et Cie von Jean Renoir : Reine Chottard-Collinet
- 1933 : Ah ! Quelle gare ! von René Guissart : Hélène
- 1932: Conduisez-moi Madame von Herbert Selpin : Antoinette
- 1932: Si tu veux von André Hugon : Maryse
- 1932: Maurin des Maures von André Hugon : Mme Labarterie
- 1932: Célérité et Discrétion (Kurzfilm) von Émile G. de Meyst
- 1933: Casanova von René Barberis : Anne Roman, Baronin de Meilly-Coulonge
- 1933 : Le Grillon du foyer von Robert Boudrioz
- 1933 : Son autre amour von Constant Rémy und Alfred Machard : Hélène
- 1933 : Trois pour cent von Jean Dréville : Christiane Barbouin
- 1934 : Remous  von Edmond T. Gréville : Jeanne de Saint-Clair
- 1934 : Famille nombreuse von André Hugon : Irène de Grange
- 1935 : Les dieux s'amusent (französische Version des deutschen Films Amphitryon – Aus den Wolken kommt das Glück) von Reinhold Schünzel und Albert Valentin : Alcmène
- 1936 : Femmes von Bernard Roland : Irène
- 1936 : Romarin  von André Hugon : Olga
- 1937 : Les Hommes de proie von Willy Rozier : Michelle Korany
- 1938 : Remontons les Champs-Élysées von Sacha Guitry : Madame de Pompadour
- 1938 : Petite Peste von Jean de Limur : Hélène Bertheron
- 1938 : Le Mariage de Véréna von Jacques Daroy : Véréna Rainer
- 1938 : Ceux de demain  von Adelqui Millar : Denise Vernot
- 1939 : Une main a frappé von Gaston Roudès : Simone
- 1941 : Méphisto 41 (Kurzfilm) von René Delacroix
- 1953 : Si Versailles m’était conté… von Sacha Guitry: Madame de Sévigné
- 1954 : Napoléon von Sacha Guitry: Madame de Dino
- 1955 : Si Paris nous était conté von Sacha Guitry: Madame Geoffrin / Sarah Bernhardt
- 1955 : Marie-Antoinette reine de France von Jean Delannoy : Madame Campan
- 1956 : Bonjour jeunesse von Maurice Cam : die Mutter von Liselette
- 1958 : Maigret tend un piège von Jean Delannoy : Madame Maigret; deutscher Titel. Kommissar Maigret stellt eine Falle

## Theater
- 1924 : Ysabeau von Paul Fort, Regie: Firmin Gémier, Théâtre de l’Odéon
- 1925 : Faust d'après Goethe, Regie: Firmin Gémier, Théâtre de l’Odéon
- 1925 : Le Rosaire d'André Bisson, Théâtre de l’Odéon
- 1937 : Le Mari singulier von Luc Durtain, Théâtre de l’Odéon
- 1938 : Le Comédien, von Sacha Guitry (auch Regie), Théâtre de la Madeleine
- 1938 : Dostoïevski von Alexandra Roubé-Jansky, Paris, théâtre des Arts, Regie: André Moreau.
- 1943 : La Dame de minuit von Jean de Létraz, Regie: Denis d'Inès, Théâtre de l'Apollo
- 1945 : L’Aiglon von Edmond Rostand, Regie: Maurice Lehmann, Théâtre du Châtelet
- 1947 : Ruy Blas, Victor Hugo, Regie: Pierre Dux, Comédie-Française
- 1952 : Les Nuées von Aristophanes, Regie: Socrato Carandinos, Comédie-Française
- 1952 : Britannicus von Racine, Comédie-Française, Regie, Bühnenbild und Kostüme: Jean Marais; die Rolle der Albine im Wechsel mit Louise Conte
- 1952 : Duo von Paul Géraldy, Regie: Pierre Dux, Comédie-Française
- 1959 : Cyrano de Bergerac von Edmond Rostand, Regie: Charles Gantillon, Jean Le Poulain, Théâtre des Célestins
- 1962: La Troupe du Roy, eine Hommage an Molière, Regie. Paul-Émile Deiber, Comédie-Française
- 1963 : La Foire aux sentiments de Roger Ferdinand, Regie: Raymond Gérôme, Comédie-Française